# George Andguladze
George Andguladze (Tbilisi, 6 agosto 1984) è un basso georgiano.
Specialmente conosciuto per le sue interpretazioni nel repertorio verdiano.

## Biografia
George Andguladze, è nato in Georgia nel 1984. Già all'età di 6 anni cantava nel coro Folcloristico Georgiano. Nel 1998 ha partecipato al Festival Lirico Internazionale "Bravo", organizzato da Paata Burchuladze, e nel cui ambito è stato premiato come il più giovane partecipante. Nel 2001 ha ricevuto una borsa di studio dal Presidente dello Stato della Georgia, Eduard Shevardnadze. Nell'anno 2002 ha concluso il suo corso di studi presso l'Accademia Musicale Meliton Balanchivadze a Tbilisi, diplomandosi in Direzione di Coro e d'Orchestra. Nel 2003 si è diplomato presso l'Accademia delle Voci Verdiane di Busseto, dove ha anche partecipato agli eventi organizzati dalla Fondazione Arturo Toscanini. Successivamente realizza masterclass di perfezionamento con Renato Bruson e si diploma in canto lirico nel Conservatorio Reggio nell'Emilia, sotto la guida del maestro Mauro Trombetta.
Nel 2009 ha debuttato al Teatro comunale di Ferrara nell'opera di Haydn Il mondo della luna, nel ruolo di Buonafede. Nel 2011 ha debuttato a Parma ne La serva padrona, produzione andata poi in scena nel circuito dell'Emilia Romagna.
Nel mese di luglio 2011 ha partecipato al Festival Internazionale di Bellagio, Lago di Como, ancora una volta ne La serva padrona. Nel mese di ottobre del medesimo anno ha partecipato a Il trovatore in forma di concerto al Teatro Verdi di Busseto e al Teatro Magniani di Fidenza, diretto da Michele Mariotti, nell'ambito del Festival Verdi, nel ruolo di Ferrando.
Nel 2012 ha debuttato al Teatro Regio di Parma in Aida, nel ruolo di Ramfis, diretto da Antonino Fogliani, a cui segue il ruolo di Jorg nello Stiffelio, diretto da Andrea Battistoni. Durante il Festival Verdi 2012 ha cantato al Regio di Parma nella produzione di Rigoletto, nel ruolo di Monterone, a fianco di Leo Nucci e Michele Pertusi, sotto la direzione di Daniel Oren.

## Carriera
Alcune delle sue interpretazioni:
- Ramfis, Aida - Teatro Regio di Parma, direttore Antonio Fogliani, 2012
- Jorg, Stiffelio - Teatro Regio di Parma, direttore Andrea Battistoni, 2012
- Monterone, Rigoletto - Teatro Regio di Parma, Festival Verdi, direttore Daniel Oren, 2012
- Basso, Requiem Verdi - Fondazione Pergolesi Spontini di Jesi, 2013
- Escamillo, Carmen - Luglio Musicale Trapanese, direttore Ivo Lipanovich, 2014
- Haushofmeister, Capriccio (extract) - Auditorium Rainer III, Montecarlo, direttore Jeffrey Tate, 2015
- Escamillo, Carmen - Galina Vishnevskaya Opera Center, Moscow, direttore Walter Attanasi, 2015
- Il Re, Aida - Teatro Sociale di Rovigo, direttore Marco Boemi, 2015
- Escamillo, Carmen - Centro culturale Sejong, Korea, direttore Gaetano Soliman, 2015
- Il Re, Aida - Teatro Verdi di Pisa, direttore Marco Boemi, 2016
- Bass, Stabat Mater (Rossini) - Basilica Santa Maria in Aracoeli, Rome, direttore Gianluigi Gelmetti, 2016
- Massimiliano, I masnadieri (Verdi) - Teatro Verdi di Busseto, Festival Verdi, direttore Simon Krecic, 2016
- Filippo II, Don Carlo (Verdi) - Opera Romana Craiova, 2016
- Commendatore, Don Giovanni (Mozart) - Kongresove Centrum, Zlin, 2016
- Fiesco, Simon Boccanegra (Verdi) - Opera Romana Craiova, 2016
- Ramfis, Aida (Verdi) - Opera Kazan, Festival Shalyapin, 2017
- Ramfis, Aida (Verdi) - Tbilisi Opera and Ballet State Theatre, direttore Daniel Oren, 2017
- Bass, Messa di Requiem (Donizetti) - Basilica Santa Maria in Aracoeli, Rome, direttore Gianluigi Gelmetti, 2017
- Massimiliano, I masnadieri (Verdi) - Teatro Verdi di Busseto, direttore Simon Krecic, 2017
- Timur, Turandot (Puccini) - 63º Festival Pucciniano, Torre del Lago, direttore Alberto Veronesi, 2017
- Il Re, Aida (Verdi) - Arena di Verona, direttore Andrea Battistoni, 2017
- Il Re, Aida (Verdi) - Teatro Petruzzelli di Bari, direttore Giampaolo Bisanti, 2017
- Oroveso, Norma (Bellini) - Teatro Giuseppe Verdi di Salerno, direttore Daniel Oren, 2017
- Zaccaria, Nabucco (Verdi) - Teatro Goldoni di Livorno, direttore Marco Severi, 2017
- Sparafucile, Rigoletto (Verdi) - Teatro Regio di Parma, direttore Francesco Ivan Ciampa, 2018

## Repertorio
| Ruolo          | Titolo                  | Autore    |
| -------------- | ----------------------- | --------- |
| Oroveso        | Norma                   | Bellini   |
| Escamillo      | Carmen                  | Bizet     |
| Dulcamara      | L'elisir d'amore        | Donizetti |
| Bass           | Messa di Requiem        | Donizetti |
| Buonafede      | Il mondo della Luna     | Haydn     |
| Don Giovanni   | Don Giovanni            | Mozart    |
| Commendatore   | Don Giovanni            | Mozart    |
| Bass           | Requiem                 | Mozart    |
| Uberto         | La serva padrona        | Pergolesi |
| Timur          | Turandot                | Puccini   |
| Bass           | Petite messe solennelle | Rossini   |
| Bass           | Stabat Mater            | Rossini   |
| Haushofmeister | Capriccio               | Strauss   |
| Il Re          | Aida                    | Verdi     |
| Ramfis         | Aida                    | Verdi     |
| Filippo II     | Don Carlo               | Verdi     |
| Ferrando       | Il trovatore            | Verdi     |
| Massimiliano   | I masnadieri            | Verdi     |
| Zaccaria       | Nabucco                 | Verdi     |
| Bass           | Requiem                 | Verdi     |
| Sparafucile    | Rigoletto               | Verdi     |
| Fiesco         | Simon Boccanegra        | Verdi     |
| Jorg           | Stiffelio               | Verdi     |

## Registrazioni video
| Anno | Opera     | Ruolo  | Cast | Direttore         | Regista             | Orchestra e Coro                           | Etichetta     |
| ---- | --------- | ------ | --- | ----------------- | ------------------- | ------------------------------------------ | ------------- |
| 2012 | Aida      | Ramfis | Carlo Malinverno, Mariana Pentcheva, Susanna Branchini, Walter Fraccaro, Alberto Gazale, Yu Guanqun             | Antonio Fogliani  | Joseph Franconi Lee | Orchestra e Coro del Teatro Regio di Parma | Naxos Records |
| 2012 | Stiffelio | Jorg   | Roberto Aronica, Yu Guanqun, Roberto Frontali, Gabriele Mangione, Cosimo Vassallo, Lorelay Solis                | Andrea Battistoni | Guy Montavon        | Orchestra e Coro del Teatro Regio di Parma | Naxos         |
| 2017 | Turandot  | Timur  | Martina Serafin, Amadi Lagha, George Andguladze, Angela De Lucia, Andrea Zaupa, Ugo Tarquini, Tiziano Barontini | Alberto Veronesi  | Alfonso Signorini   | Orchestra e Coro del Festival Puccini      | Mondadori     |